# 景王陵
景王陵中国周景王姬贵及其王后穆氏的合葬陵园，位于河南省洛阳市孙旗屯土桥沟村周山。现高30米，直径65米。保存完好，内涵待考。